# Collegerock
Collegerock is een verzamelterm voor de alternatieve rockmuziek die gedurende de jaren tachtig door de radiostations van de Amerikaanse universiteitscampussen gespeeld werd.
Collegerock ontstond uit een samenvloeiing van new wave, postpunk en de vroege alternatieve rock van groepen als R.E.M. en The Smiths. Daarnaast lieten sommige groepen zich inspireren door punkrock en hardcore. Op muzikaal gebied was er geen sprake van uniformiteit, al waren pakkende liedjes, rinkelende gitaren en poëtische teksten enkele typerende kenmerken.
In 1988 begon Billboard met het rangschikken van de grootse collegerockhits in de hitlijst Modern Rock Songs. Met de doorbraak van Nirvana en de grungebeweging in het begin van de jaren 90 ruimde collegerock het veld voor indierock.

## Bekende collegerockartiesten
- 10,000 Maniacs
- The B-52's
- Billy Bragg
- Camper van Beethoven
- The Church
- The Cure
- The Connells
- Elvis Costello
- Crowded House
- The Dead Milkmen
- Dinosaur Jr.
- Echo & the Bunnymen
- Edie Brickell & New Bohemians
- The Fall
- The Feelies
- Guided by Voices
- John Hiatt
- Robyn Hitchcock
- Hoodoo Gurus
- Hüsker Dü
- Indigo Girls
- INXS
- Chris Isaak
- Joe Jackson
- Jane's Addiction
- The Lemonheads
- Love and Rockets
- The Jesus and Mary Chain
- The Meat Puppets
- Midnight Oil
- The Minutemen
- Morrissey
- Bob Mould
- Peter Murphy
- New Order
- Sinéad O'Connor
- Pixies
- The Pogues
- The Psychedelic Furs
- R.E.M.
- Red Hot Chili Peppers
- The Replacements
- Simple Minds
- Siouxsie and the Banshees
- The Smithereens
- The Smiths
- Social Distortion
- Sonic Youth
- The Sugarcubes
- The The
- They Might Be Giants
- Throwing Muses
- Suzanne Vega
- Violent Femmes
- The Waterboys
- Wire
- XTC

Daarnaast bereikten ook enkele mainstreamartiesten enige mate van populariteit op de universiteitsradio, waaronder:
- Peter Gabriel
- Sting
- U2